# Parque René-Lévesque

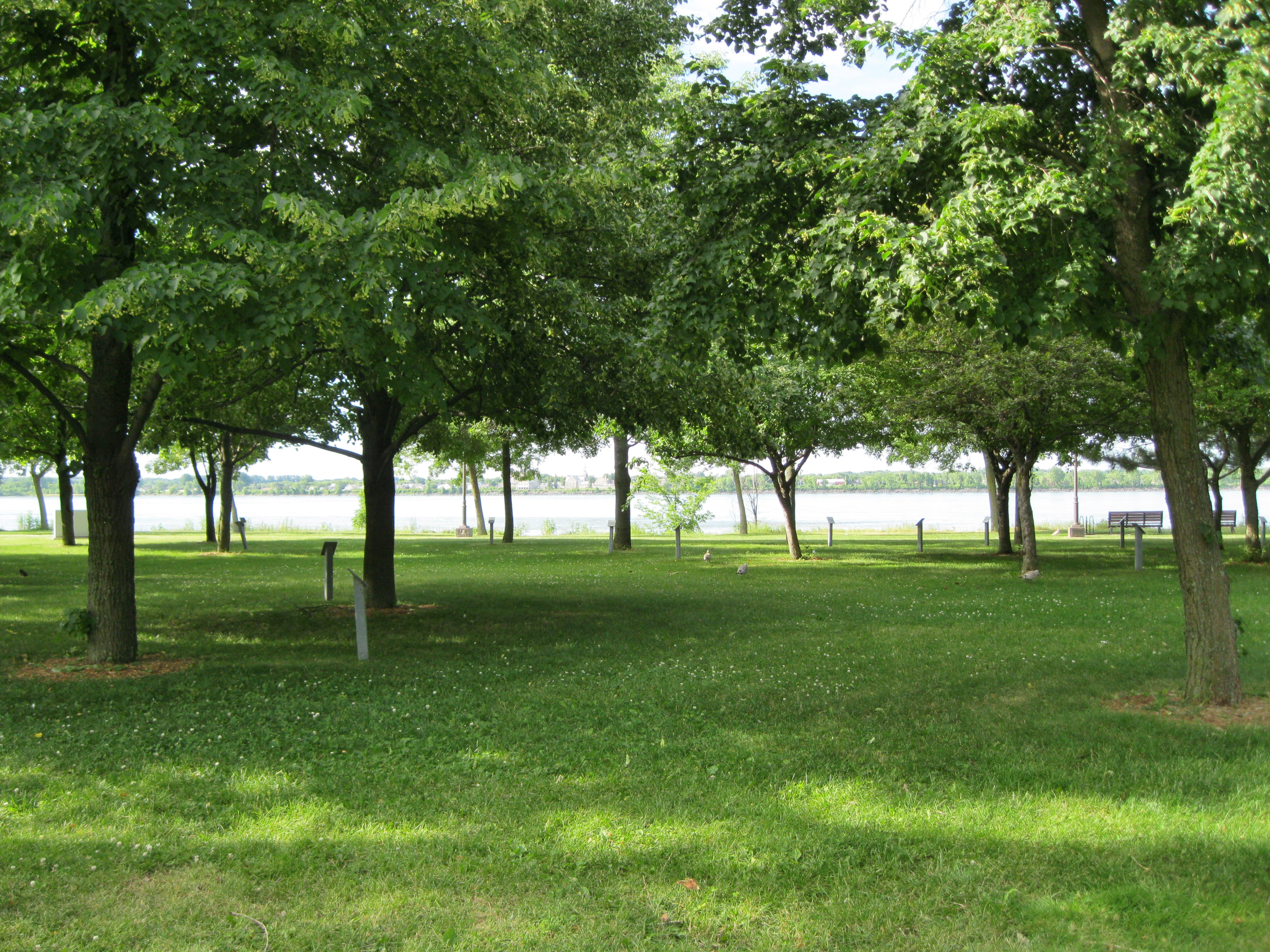
Arboretum en el Parque René-Lévesque

El parque René-Lévesque está situado en el distrito de Lachine de la ciudad de Montreal, en el Quebec. Tiene una superficie de 14 hectáreas, y se sitúa sobre una península en las inmediaciones del río San Lorenzo, lindando con la vía ciclista del canal de Lachine.
En este parque se encuentran veintidós esculturas de artistas quebequeses, obras que forman parte del cercano Museo de Lachine.